# PTRS-41
O PTRS-41 (Em russo: ПТРС - ПротивоТанковое Ружье Симонова (tradução: Fuzil Antitanque Simonov)) é um fuzil antitanque semiautomático da época da Segunda Guerra Mundial que usa o cartucho 14,5×114mm.

## Projeto

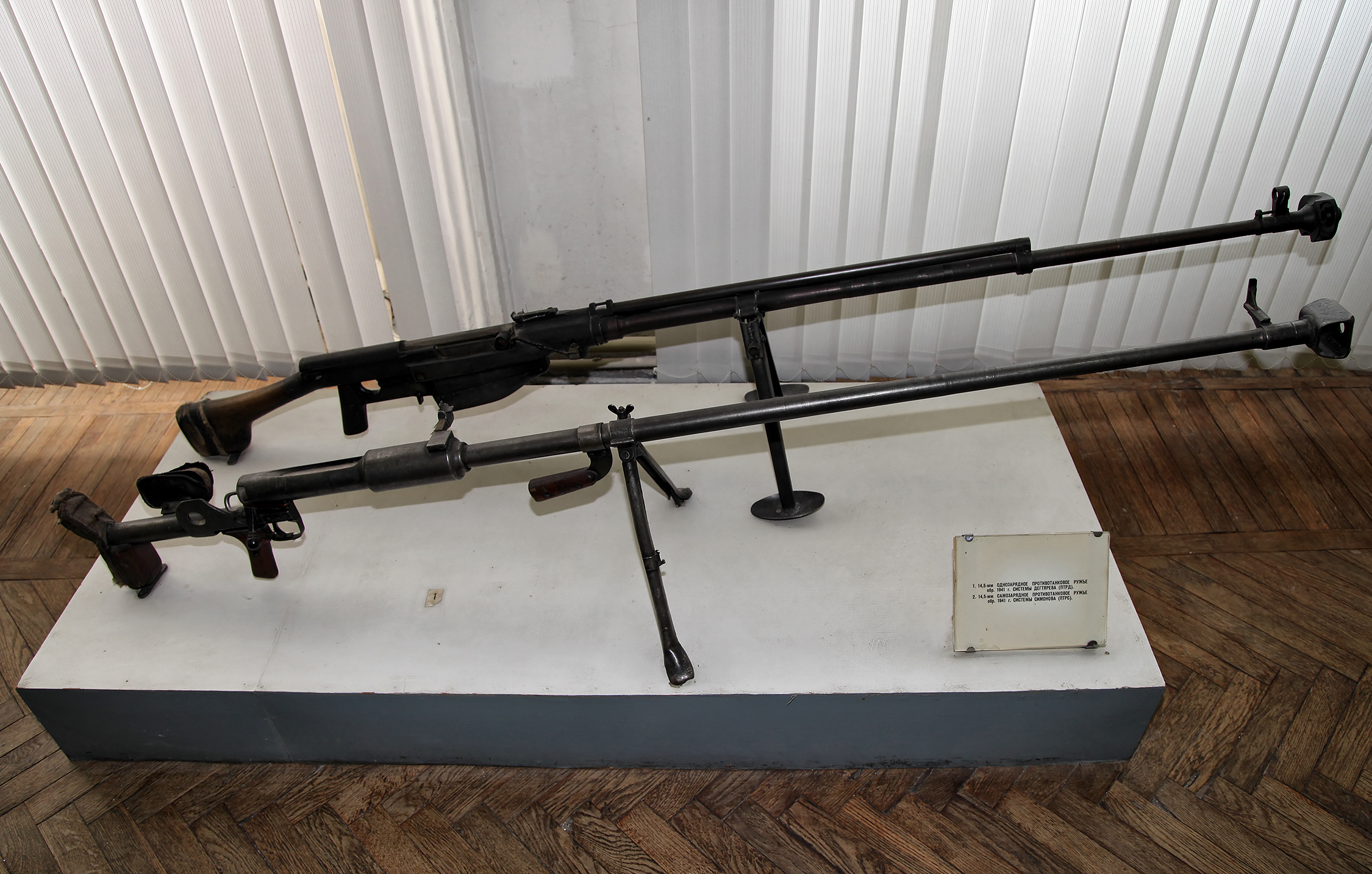
Fuzis antitanque 14,5mm PTRD-41 e PTRS-41

O PTRS-41 foi produzido e usado pela União Soviética durante a Segunda Guerra Mundial. No período entreguerras, a União Soviética começou a experimentar diferentes tipos de cartuchos antitanque perfurantes. Achando o 12,7×108mm insuficiente, eles começaram o desenvolvimento do que se tornou o cartucho perfurante de blindagem 14,5×114mm. Rukavishnikov desenvolveu seu fuzil antitanque M1939 para usar este cartucho, mas não teve sucesso por causa de alguns problemas de fabricação, um número suficiente de armas antitanque mais eficazes no Exército Vermelho e grandes expectativas sobre a nova blindagem alemã.
Em 1941, a perda de grandes quantidades de artilharia antitanque criou a necessidade de uma arma antitanque temporária, então os famosos projetistas de armas da URSS, como Vasily Degtyaryov e Sergei Gavrilovich Simonov, foram encarregados de projetar fuzis antitanque. Ambos foram considerados mais simples e mais adequados para a produção em tempo de guerra do que um fuzil Rukavishnikov atualizado. Simonov usou elementos de uma família de seus fuzis e carabinas autocarregáveis 7,62x54R que ele continuou a desenvolver depois que seu projeto de 1938 perdeu para o SVT-38 para criar um fuzil autocarregável ampliado.
O clipe de cinco cartuchos é carregado no receptáculo e mantido sob pressão por um carregador oscilante embaixo. Ao disparar a última munição, o ferrolho é mantido aberto e a trava de liberação do carregador pode ser operada somente quando o ferrolho estiver travado. O PTRS operado a gás tende a emperrar quando sujo, e o cartucho de 14,5 mm produz resíduos significativos, bloqueando a entrada de gás. A bala perfurante de blindagem de 14,5 mm tem uma velocidade de saída de 1013 m/s e balística devastadora. Ele pode penetrar uma placa de blindagem de até 40 mm de espessura a uma distância de 100 metros.
Em 1943, Simonov usou um projeto de PTRS-41 reduzido para o SKS, que acomodaria o novo cartucho 7,62×39mm projetado em 1943.

## História

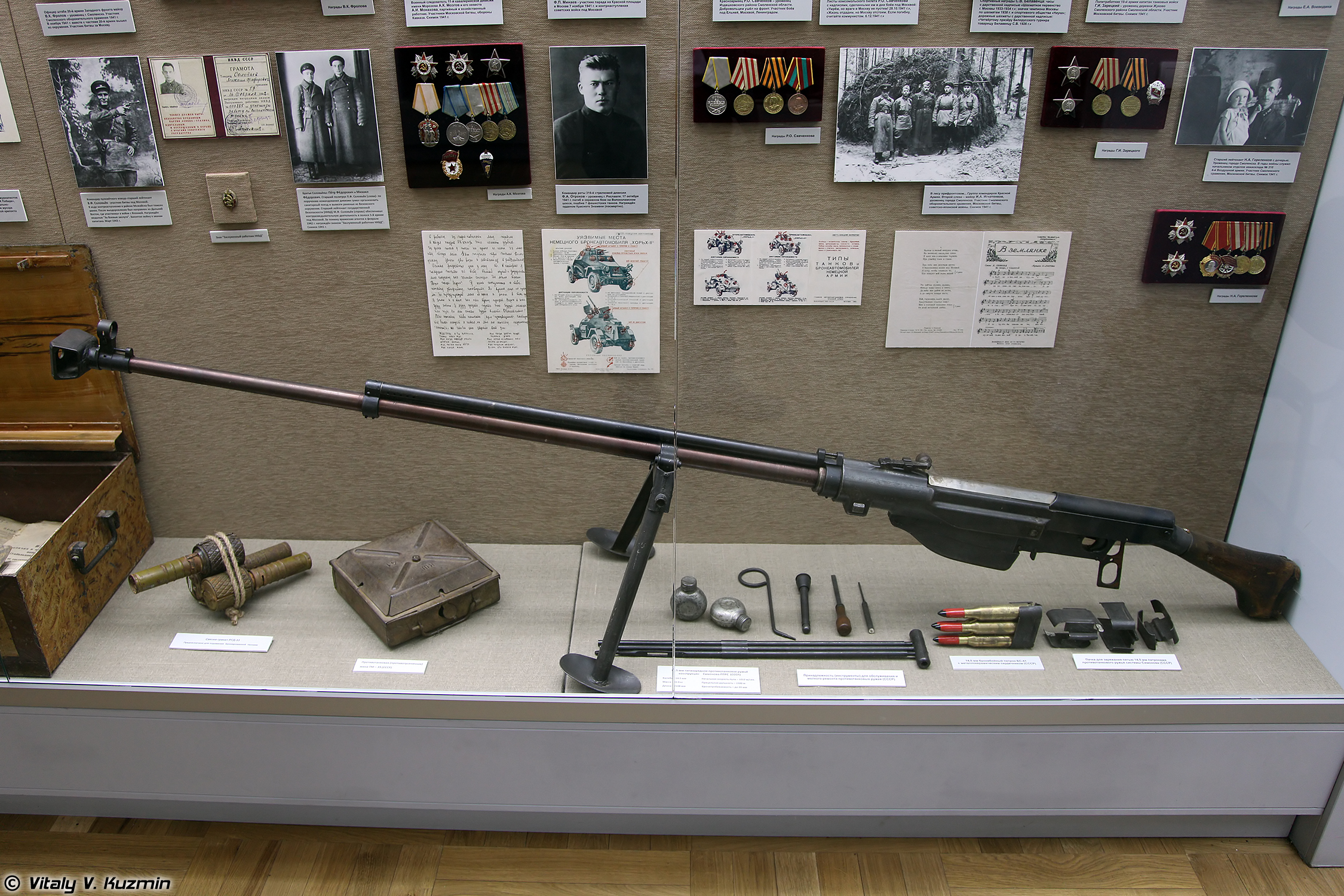
PTRS

Junto com seu parceiro Vasily Degtyaryov, Sergei Gavrilovich Simonov ajudou a União Soviética a desenvolver novas armas entre a Primeira e a Segunda Guerra Mundial. Durante este tempo, Degtyaryov passou a criar o PTRD-41 enquanto Simonov criou e projetou seu fuzil "primo", o PTRS-41 em 1938. Como uma das criações de Simonov, o PTRS-41 às vezes era conhecido simplesmente como o "Simonov" no campo de batalha. Embora mais avançado, o PTRS era mais difícil de usar e menos confiável do que o PTRD mais barato, ao mesmo tempo em que produzia desempenho semelhante, de modo que o PTRD era usado com mais frequência.
O fuzil antitanque semiautomático foi usado extensivamente na Frente Oriental na Segunda Guerra Mundial. Foi usado com sucesso pelo Herói da União Soviética Sargento Yakov Pavlov durante a Batalha de Stalingrado quando o NCO liderou a defesa da Casa de Pavlov na cidade depois que ele montou fuzis no telhado do prédio. Como os fuzis eram eficazes contra blindagem fina a curta distância, eles foram capazes de destruir vários Panzers alemães que entraram no alcance porque podiam atirar através da blindagem fina em seus telhados. As armas capturadas pelos alemães receberam a designação de 14.5 mm PzB 784(r).
A arma foi usada novamente por forças apoiadas pelos comunistas na Guerra da Coréia e na Guerra Civil Chinesa.
Os fuzis PTRS-41 ainda estão em uso por milicianos de Donbas na Ucrânia, durante a Guerra Russo-Ucraniana, devido à sua capacidade de penetrar em veículo blindado de transporte de pessoal. A munição usada é vintage real da Segunda Guerra Mundial. Um dos fuzis foi equipado com um freio de boca não orgânico de um PTRD.

## Operadores

### Atuais
- República Popular de Donetsk: Usado por milicianos em 2014 e 2022.[10]
- Oposição Síria[1]

### Antigos
- Albânia: Usado até 1980.[11]
- China[12]
- Alemanha Nazista: Fuzis capturados designados como 14.5 mm Panzerabwehrbüchse 784(r).[12]
- União Soviética[12]